# Gacaca, Revivre ensemble au Rwanda?
Gacaca, Revivre ensemble au Rwanda? (Gacaca, vivint junts novament a Ruanda?) és el primer documental d'una trilogia d'Anne Aghion examinant les conseqüències del genocidi de Ruanda. Dirigida per Anne Aghion i produïda per Dominant 7, Gacaca Productions, i Planète, aquesta pel·lícula va guanyar el Premi Fellini de la UNESCO en 2002. Ha estat filmada a Ruanda en kinyarwanda amb subtítols en anglès. En kinyarwanda, gacaca significa "herba", que és la localització dels tribunals de reparació a Ruanda.

## Argument
La primera pel·lícula d'aquesta premiada trilogia transcorre al cor rural de Ruanda. Segueix els primers passos en un dels experiments més audaços del món en la reconciliació: els tribunals Gacaca (Ga-CHA-CHA). Aquests són una nova forma de vocació de justícia basada en els ciutadans i unificant aquest país de 8 milions de persones després del genocidi de 1994 que es va cobrar més de 800.000 vides en 100 dies. Mentre l'atenció mundial se centra en els procediments que es desenvolupen, la documentalista Anne Aghion no passa per les entrevistes habituals amb els polítics i els cooperants internacionals, se salta les estadístiques, i va directament al nucli emocional de la història, parlar d'un-a-un amb els supervivents i els assassins acusats per igual. En aquesta pel·lícula de gran abast, compassiva i perspicaç, gairebé sense narració, i utilitzant només material original, ella captura de primera mà com la gent comuna s'esforça per trobar un futur després del cataclisme.